# Nowa Wieś Wrocławska
Nowa Wieś Wrocławska (niem. Polnisch Neudorf) – wieś w Polsce położona w województwie dolnośląskim, w powiecie wrocławskim, w gminie Kąty Wrocławskie.
W 1382 r. została opisana w źródłach po raz pierwszy jako „Jescutyl alias Nouauilla”. Od 1393 r. należała do kapituły katedralnej we Wrocławiu – w źródłach wspominana jako „Newdorff” (w 1443 r., 1593 r.). Z czasem przyjęła się niemiecka nazwa „Polnische Neudorf”. Po sekularyzacji dóbr kościelnych w 1810 r., wieś przeszłą na własność państwa pruskiego. Na początku XX w. zostaje wykupiona przez Martimera von Johanstona z Zabrodzia. W 1910 r. major bon Johnston z Zabrodzia wydzierżawiał Nową Wieś Gustaowi von Johnston z Sadowic.
W latach 1975–1998 miejscowość administracyjnie należała do województwa wrocławskiego.
W pobliżu miejscowości znajduje się węzeł autostradowy Wrocław Południe, na którym krzyżują się autostrady A4 i A8, droga ekspresowa S8 i droga krajowa nr 5 biegnąca wspólnym odcinkiem z A4. Pierwotna nazwa węzła pochodzi od nazwy miejscowości.